# Syndicat national des radios libres
 (mars 2011).
Si vous disposez d'ouvrages ou d'articles de référence ou si vous connaissez des sites web de qualité traitant du thème abordé ici, merci de compléter l'article en donnant les références utiles à sa vérifiabilité et en les liant à la section « Notes et références ».
Le Syndicat national des radios libres (SNRL) est l'organisation professionnelle représentative dans l'audiovisuel, en France des six cents radios locales privées à statut associatif, dits « opérateurs de catégorie A ». Créé en 2004 par 118 radios associatives réunies à Valence (L'Appel de Valence) le nouveau syndicat s'est substitué, en s'élargissant à de nouvelles radios, à la Confédération Nationale des Radios Libres (CNRL) l'organisation historique des radios libres fondée en 1984, sur la base d'une Charte des Radios Libres en référence à la promotion des droits de l'homme, à la déontologie de l'information et la laïcité républicaine. Il regroupe 307 radios en France métropolitaine et dans les territoires outre-mer[réf. nécessaire]
Les opérateurs de catégories « A » sont les radios dites « libres » en référence à l'absence de toute emprise des consortiums industriels privés. Les radios associatives sont chargées de missions de service public (information locale, santé, sécurité, éducation populaire) et de la promotion de la diversité culturelle et musicale sur leurs zones de compétence territoriale (entre 30 et 100 km de rayon selon la topographie). Leur contenu est contrôlé par le Conseil Supérieur de l'Audiovisuel. Grâce à la richesse de l'activité des radios locales et après de nombreux débats parlementaires en 1981 et 1984, la loi de 1986  « sur la liberté de communication » consacre l'existence d'un secteur de l'économie sociale de la radiodiffusion, non marchand, doté d'un nombre significatif de fréquences et d'un système de financement garanti par l'État, le Fonds de soutien à l'expression radiophonique (FSER).
Les radios « A » disposent en France de puissantes organisations professionnelles, le Syndicat national des radios libres (SNRL), la Confédération Nationale des Radios Associatives (CNRA) et d'une fédération mondiale, l'Association mondiale des radiodiffuseurs communautaires (AMARC).
Le SNRL milite en faveur d'une législation européenne identique. Membre de l'Alliance globale pour la diversité culturelle de l'UNESCO (à l'origine de la Convention sur la protection et la promotion de la diversité des expressions culturelles adoptée par l'ONU en 2007), le syndicat souhaite la reconnaissance par Viviane Reding (Commission européenne) de la radiodiffusion associative en tant que SIEG (Service d'Intérêt Économique Général).
Ce secteur de l'audiovisuel exploite en France et dans les collectivités d'outre-mer 1134 fréquences sur les trois mille huit cents allouées au secteur privé de la radiodiffusion. Il emploie 2820 salariés, dont 270 journalistes professionnels et génère 63,1 M € de chiffre d'affaires. Le SNRL est membre de l'APAR (l'Association Patronale de la Radiodiffusion privée) et de la FESAC (la Fédération interprofessionnelle des Entreprises du Spectacle, de l’Audiovisuel et du Cinéma) qui regroupe les entreprises du cinéma, de la radio et télévision publique et privée, de la publicité, du théâtre public et privé, de la musique et du cirque. À ce titre, le SNRL participe à la gestion de l'AFDAS, l'organisme de financement de la formation professionnelle et d'Audiens, le grand groupe de prévoyance, retraite et santé, des salariés de l'audiovisuel, de la presse et du spectacle.
Le SNRL est présidé depuis sa création par, Emmanuel Boutterin, fondateur en 1983 d'une radio rurale dans les Alpes-de-Haute-Provence, Fréquence Mistral. Lors de son Congrès tenu à Nantes en 2010, le président du SNRL a défendu l'idée d'une grande alliance professionnelle de la radiodiffusion publique, commerciale et associative afin que la radio par voie hertzienne, gratuite et accessible à tous, puisse maîtriser les enjeux de la convergence numérique industrielle. En 2022, lors du 14e congrès annuel organisé à Arras, Emmanuel Boutterin a été renouvelé à l'unanimité en tant que président du Syndicat National des Radios Libres.
Le SNRL est affilié à l'UDES, l'Union des employeurs de l'économie sociale et solidaire, la fédération interprofessionnelle des associations, mutuelles et coopératives ouvrières (11,2 % des voix patronales aux élections aux Conseils de prud'hommes en 2002 et 19,6 % des voix en 2008.
Au niveau international, le SNRL est affilié à l'AMARC (l'Association Mondiale des Radiodiffuseurs Communautaires). Lors de la Conférence mondiale de l'AMARC à Amman en décembre 2006, le président du SNRL a déclaré que : « La radiodiffusion portée et réalisée par les organismes communautaires, associatifs et coopératifs dans le monde, est  un élément fondamental de promotion de la diversité culturelle, de compréhension mutuelle entre les peuples, de sécurité des populations et de régulation dans les systèmes nationaux d'attribution de la ressource publique hertzienne». Emmanuel Boutterin a été élu vice-président du comité exécutif de cette organisation internationale non gouvernementale lors du Congrès de Buenos Aires en 2010, puis président en 2015 lors du Congrès mondial tenu à Accra au Ghana en présence l'avocate et militante du droit des femmes Ursula Owusu entrée au gouvernement quelques mois plus tôt comme Ministre de la Communication.

## Présidence
De 2004 à 2024, la présidence du Syndicat National des Radios Libre est assurée par Emmanuel Boutterin.
En 2024, le Syndicat National des Radios Libres a organisé à Louviers (Eure) son 15ème congrès annuel. Au cours de l'assemblée générale du SNRL qui s'est tenue le vendredi 08 novembre 2024, Sylvain Delfau, directeur de Radio Laser, radio associative émettant sur Rennes, le Pays des Vallons de Vilaine et le Pays de Brocéliande est élu Président du SNRL et prends donc la suite d'Emmanuel Boutterin qui occupait le poste depuis la création du syndicat en 2004.

## Congrès annuels
En 2014 (Paris), 2015 (Rennes) et 2016 (Biarritz), le Syndicat national des radios libres organise des congrès annuels.
Du 27 au 29 juin 2018 : le Syndicat national des radios libres organise son 13e congrès annuel à Montpellier.
Du 16 novembre 2022 au 18 novembre 2022 : le Syndicat National des Radios Libres organise son 14e congrès annuel à Arras.
Du 6 au 8 novembre 2024 : le Syndicat National des Radios Libres organise son 15e congrès annuel à Louviers.